# Mimesthes maculicollis
Mimesthes maculicollis es una especie de coleóptero de la familia Meloidae.

## Distribución geográfica
Habita en Sudáfrica.